# Guillaume Saurina

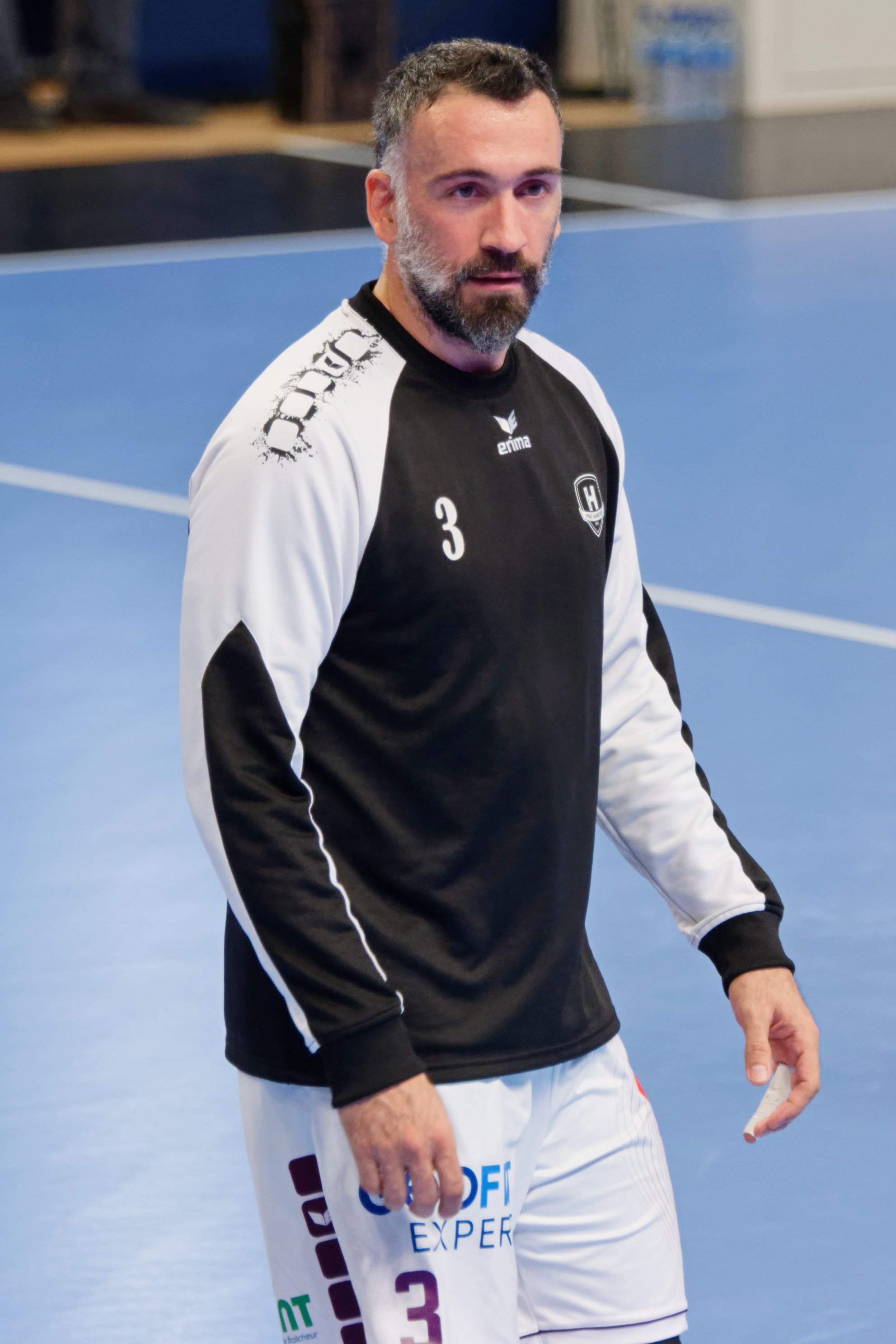
Guillaume Saurina (2017)

Guillaume Saurina (* 4. August 1981 in Avignon) ist ehemaliger ein Handballspieler aus Frankreich. Seit seinem Karriereende ist er als Handballtrainer tätig.

## Karriere
Der 1,93 Meter große und 99 Kilogramm schwere Rückraumspieler spielte anfangs bei Montpellier HB. Von 2001 bis 2002 spielte er für HBC Villefranche Handball Beaujolais und von 2002 bis 2006 für Villeurbanne handball association. Von 2006 bis 2010 lief er für USAM Nîmes auf. Mit 178 Toren wurde er Torschützenkönig der Saison 2009/10. Daraufhin stand er in der Saison 2010/11 bei Chambéry Savoie HB unter Vertrag. Anschließend kehrte er zu USAM Nîmes zurück und wurde mit 162 Treffern in der Saison 2011/12 erneut bester Torschütze der Division 1. Saurina ist erst der dritte Spieler nach Anouar Ayed und Mladen Bojinović, der in der ersten französischen Liga über 1000 Tore erzielen konnte. Ab der Saison 2016/17 lief er für den rumänischen Erstligisten CSM Bukarest auf. Im Oktober 2017 wechselte Saurina zum französischen Erstligisten HBC Nantes. Nach der Saison 2017/18 beendete Saurina seine Karriere und wurde Co-Trainer der Frauenmannschaft von Nantes Atlantique Handball. Nachdem im November 2018 der Trainer Frédéric Bougeant zurückgetreten war, übernahm Saurina und Laureta Ivanauskas interimsweise das Traineramt. Als im Dezember 2018 Allan Heine als neuer Trainer präsentiert wurde, bekleidete Saurina wieder das Co-Traineramt. Als Heine im Sommer 2020 den Verein verlassen hatte, übernahm Saurina das Traineramt. Unter seiner Leitung gewann Nantes die EHF European League 2020/21. Nachdem Nantes in der folgenden Saison nach der Gruppenphase aus der EHF European League ausgeschieden war, wurde Saurina im Februar 2022 von seinen Aufgaben entbunden. Seit der Saison 2022/23 trainiert er den französischen Zweitligisten Pontault-Combault Handball.
Für die französische Nationalmannschaft bestritt Guillaume Saurina bis Dezember 2010 ein Länderspiel, in dem er zwei Tore warf; er stand im erweiterten Aufgebot für die Weltmeisterschaft 2011. Mit Frankreich gewann er die Silbermedaille bei den Mittelmeerspielen 2009.

## Sonstiges
Guillaume Saurina ist mit der französischen Handballspielerin Camille Ayglon-Saurina verheiratet.